# Căteasca
Căteasca là một xã thuộc hạt Argeș, România. Dân số thời điểm năm 2002 là 3762 người.